# 第四屆新加坡金曲獎得獎名單
933醉心金曲獎在1996年正式走入歷史。金曲創辦單位933醉心頻道首次輿電視第八波道合作；在世界貿易中心海港之苑（已拆除）舉行的《第四屆新加坡金曲獎》首次同步通過電台輿電視現場轉播。大會司儀為933DJ馮慧詩和江江，以及電視台的郭亮和林明倫。電台現場廣播主持人為何子幹和林寶寶。

## 最佳唱片製作獎
寬容——張信哲——張信哲、曹俊鴻、黃國倫、馬兆駿、張瀚群

## 最佳金曲獎
不要對他說——張信哲

## 最佳本地作詞獎
遺憾——陳佳明

## 最佳本地作曲獎
遺憾——陳佳明

## 最受歡迎男歌手獎
張信哲

## 最受歡迎女歌手獎
王菲

## 最佳演繹男歌手獎
張學友

## 最佳演繹女歌手獎
彭羚

## 亞太最受推崇男歌手獎
張學友

## 亞太最受推崇女歌手獎
王菲

## 最佳本地歌手獎
許美靜

## 最佳組合獎
草蜢

## 最佳新人獎
陳慧琳

## 傳媒推薦（本地新人）獎
許美靜

## 年度最暢銷男歌手專輯獎
寬容——張信哲

## 年度最暢銷女歌手專輯獎
菲靡靡之音——王菲

## 新加坡金曲榮譽獎
譚詠麟

## 相關連結
新加坡金曲獎